# Gunnar Svärd
Nils Gunnar Svärd, född 25 maj 1911 i Oscar Fredriks församling i Göteborgs och Bohus län, död 8 augusti 1978 i Johannebergs församling i Göteborgs och Bohus län, var en svensk politiker (högerpartist), partisekreterare och generaldirektör.

## Biografi
Svärd avlade studentexamen i Göteborg 1930 och filosofie kandidat-examen vid Göteborgs högskola 1936. Han var ordförande i Göteborgs Högskolas Studentkår 1935–1936, ordförande i Ungsvenska förbundet 1937–1938, sekreterare i Riksföreningen för svenskhetens bevarande i utlandet 1938–1947, partisekreterare i Högerpartiets riksorganisation 1947–1962 och generaldirektör och chef för Försvarets Fabriksverk (FFV) 1963–1969. I egenskap av chef för FFV var han ledamot av Försvarets förvaltningsdirektion 1963–1968. Han var därefter verkställande direktör i Statsföretag 1970–1971 och slutligen chefredaktör och verkställande direktör för Enköpingsposten från 1971.
Svärd var 1940–1951 ledamot av Göteborgs stadsfullmäktige och därefter ledamot av riksdagens första kammare 1951–1963, varav för Göteborgs stad 1951–1957 och för Jönköpings län 1958–1963. Han var ledamot av riksbanksfullmäktige 1957–1965.
Gunnar Svärd invaldes 1967 som ledamot av Kungliga Krigsvetenskapsakademien.
Han var son till Nils Svärd och Amy Dahlgren, och gift 1939 med Britta Almgren (1912–1971).